# Van Eyll

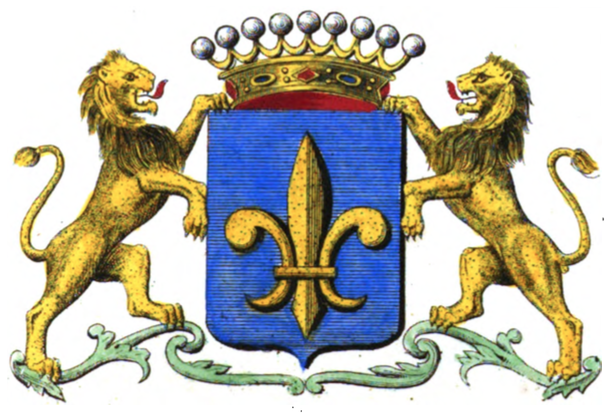
Het wapen van de familie Van Eyll.

Van Eyll is een Zuid-Nederlands adellijk geslacht.

## Geschiedenis

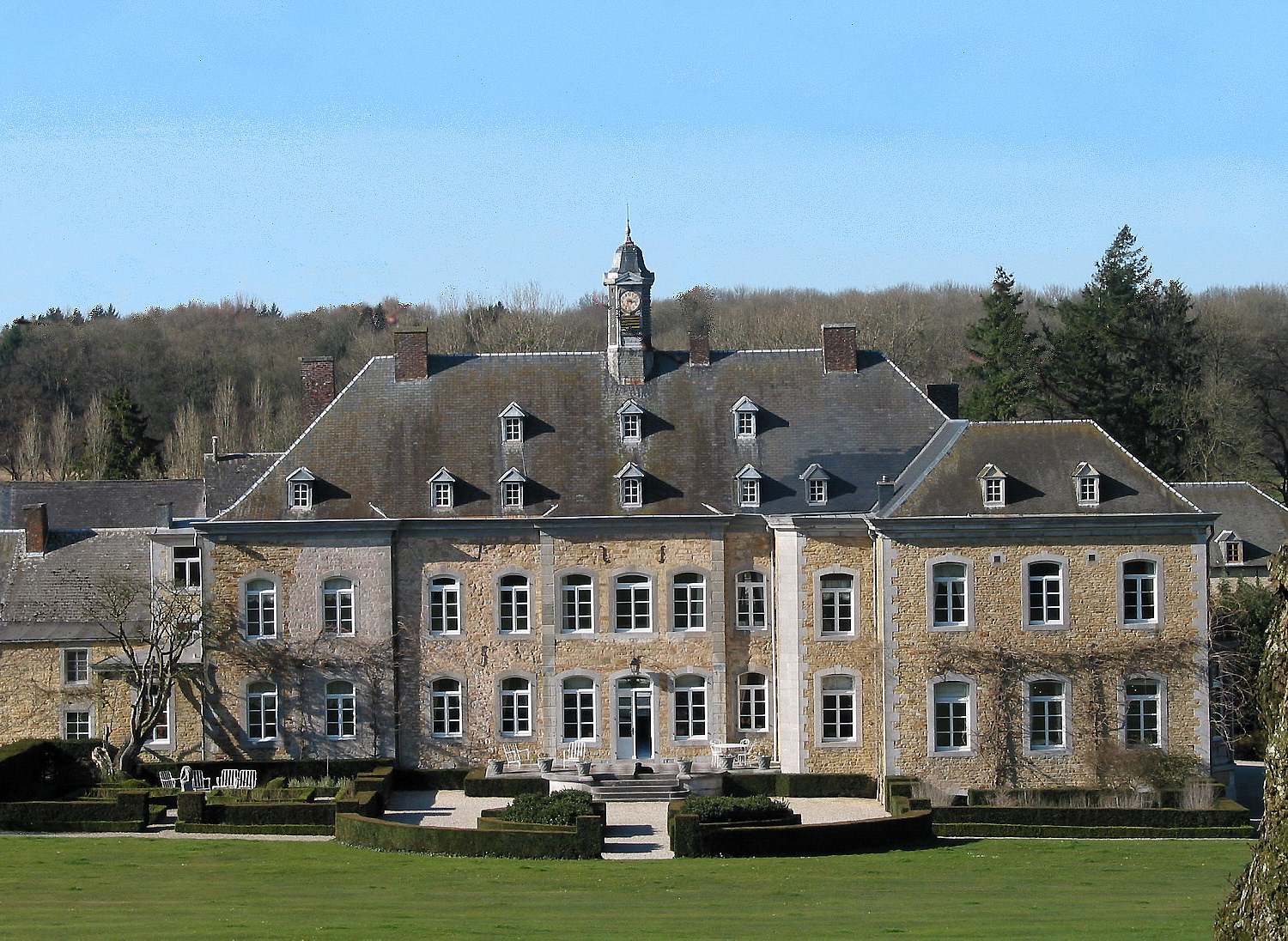
Het kasteel van Doyon

Wapen volgens Siebmachers wapenboek

De familie van Eyll was in Gelderland al bekend in de dertiende eeuw. Godefridus van Eyll werd in 1279 genoemd als eigenaar van het kasteel De Berckt, gelegen tussen Kessel en Venlo in Limburg. In 1327 werd het goed door Tilman van Eyll verheven tot heerlijkheid. Tot op het einde van de zestiende eeuw was de familie van Eyll bekend als de rijkste van Barloo.
In 1662 verleende keizer Leopold I bevestiging van adel en toekenning van de titel ridder aan Laurent-Guillaume van Eyll.
- Guillaume van Eyll (1738-1819), laatste heer van Jonckholt en Doyon, x Aldegonde van der Straten de Waillet (1741-1791). In 1817, onder het Verenigd Koninkrijk der Nederlanden, werd hij in de Ridderschap van de provincie Namen opgenomen, maar kort voor zijn dood werd de benoeming ingetrokken, omdat de nodige documenten niet waren bezorgd.
  - Joseph van Eyll (zie hierna).
  - Alexandre van Eyll (1781-1867), gedeputeerde van de provincie Namen, x Angélique de Gourcy-Serainchamps (1796-1865).
    - Gustave van Eyll (1830-1905), x Marie-Louise van Goethem (1834-1863), xx Zoë de Kerchove de ter Elst (1842-1924).
      - Angelique van Eyll (1863-1935), x Maximilien d'Udekem d'Acoz (1861-1921), overgrootouders van koningin Mathilde van België.
      - Guillaume van Eyll (zie hierna).
      - Victor van Eyll (zie hierna).

## Joseph van Eyll
Charles Alexandre Guillaume Joseph van Eyll (Flostoy, 3 april 1778 - Namen, 4 november 1855) werd in 1816, onder het Verenigd Koninkrijk der Nederlanden, erkend in de erfelijke adel en benoemd in de Ridderschap van het Groothertogdom Luxemburg. Hij trouwde in 1806 met Victoire de Brias (1779-1862) en ze kregen vier kinderen. Met afstammelingen tot heden, allen sinds 1871 met de titel baron of barones.

## Guillaume van Eyll
Guillaume Alard Adolphe Joseph van Eyll (Leignon, 9 december 1876 - Ledeberg, 15 oktober 1936) was majoor bij de koloniale troepen in Congo. Hij was een zoon van Gustave van Eyll en Zoé de Kerchove de ter Elst. Hij trouwde in 1901 met Alice de Kerchove de Denterghem d'Exaerde (1879-1902) en te Bellem in 1903 met Paule de Kerchove d'Exaerde (1879-1962), met wie hij acht kinderen kreeg. Zowel zijn vader Gustave als zijn grootvader Alexandre lieten na om erkenning in de adel te vragen. Het zijn pas Guillaume en zijn broer Victor die in 1922 de erfelijke adel werden opgenomen, met de titel baron, overdraagbaar bij eerstgeboorte.

## Victor van Eyll
- Victor Joseph Alard van Eyll (Leignon, 19 augustus 1878 - Drongen, 14 september 1952), broer van de voorgaande, werd eveneens in 1922 in de erfelijke adel opgenomen met de titel baron, overdraagbaar bij eerstgeboorte. Ze kregen zeven kinderen, met afstammelingen tot heden.
  - Adrien van Eyll (1907-1985) trouwde met Geneviève de Woot de Trixhe (1919-2000). 
    - Didier van Eyll (° 1943) werd volksvertegenwoordiger.